# Pangonius ferrugineus
Pangonius ferrugineus är en tvåvingeart som först beskrevs av Johann Wilhelm Meigen 1804.  Pangonius ferrugineus ingår i släktet Pangonius och familjen bromsar. Inga underarter finns listade i Catalogue of Life.